# Espreso TV
Espreso TV (ukr. Еспресо TV) – ukraińska prywatna telewizja internetowa, uruchomiona 25 listopada 2013 roku. Jej właścicielką jest Łarysa Kniażyćka, która jest żoną znanego ukraińskiego deputowanego do parlamentu Mykoły Kniażyckiego z frakcji Batkiwszczyna.
Stacja transmitowała na żywo protesty prosto z Euromajdanu.
Program współtworzył członek rady nadzorczej TVN – Michał Broniatowski. Zajmował się emisją w serwisie YouTube i pozyskiwaniem pieniędzy.
Z relacji Espreso TV korzysta m.in. TVN, CNN, TVP Info, The Washington Post, czy Reuters.